# Daniel Burbank
Daniel Christopher Burbank (* 27. července 1961 Manchester, Connecticut, USA) původně pilot pobřežní stráže Spojených států, je od května 1996 astronautem NASA. Má za sebou dva krátkodobé kosmické lety raketoplánem na Mezinárodní vesmírnou stanici (ISS), které trvaly 23 dní, 14 hodin a 19 minut. Od roku 2009 se připravoval na dlouhodobý let na Mezinárodní vesmírné stanici (ISS), jako palubní inženýr Expedice 29 a velitel Expedice 30. Do vesmíru vzlétl 14. listopadu 2011 v lodi Sojuz TMA-22, přistál 27. dubna 2012.

## Život

### Pilot
Daniel Burbank se narodil v Manchesteru ve státě Connecticut, dětství a mládí prožil v nedalekém městě Tolland, zde také do roku 1979 navštěvoval střední školu. Potom studoval na Akademii pobřežní stráže (U.S. Coast Guard Academy), roku 1985 zde získal titul bakaláře elektrotechniky.
Od května 1985 sloužil na lodi Gallatin WHEC-721 Pobřežní stráže Spojených států. Od ledna 1987 do února 1988 prodělal letecký výcvik na základně Pensacola na Floridě. Poté létal na vrtulnících (HH-3F Pelican a HH-60J) u jednotek pobřežní stráže v Jižní Karolíně a Massachusetts. Roku 1990 vystudoval letectví na Embry-Riddle Aeronautical University. Pokračoval ve službě v pobřežní stráži, už jako pilot-instruktor, od roku 1995 na Aljašce. Celkem nalétal, především na vrtulních, přes 4000 hodin. Zúčastnil se přes tří set záchranných operací.

### Astronaut
Zúčastnil se 14. a 15. náboru astronautů NASA v letech 1991–1994, ale dostal se vždy pouze mezi stovku finalistů. Uspěl až v 16. náboru a 1. května 1996 byl začleněn do oddílu astronautů NASA. V ročním kurzu všeobecné kosmické přípravy získal kvalifikaci letového specialisty raketoplánu Space Shuttle.
Po dokončení přípravy pracoval v NASA, pracoval v oddělení pro Mezinárodní vesmírnou stanici (ISS), působil jako hlavní spojař s posádkami kosmických lodí (Capcom), služebně často pobýval v Rusku.
V únoru 2000 byl jmenován jedním z letových specialistů mise STS-106. Let STS-106 byl zahájen 8. září 2000 startem raketoplánu Atlantis. Astronauté přivezli na zárodek ISS zásoby a materiál nutný pro trvalé obydlení stanice, které bylo zahájeno už za několik týdnů (2. listopadu 2000, Expedicí 1). Atlantis přistál 20. září 2000 po 11 dnech, 19 hodinách a 12 minutách pobytu ve vesmíru. Tímto letem se stal 394 člověkem ve vesmíru.

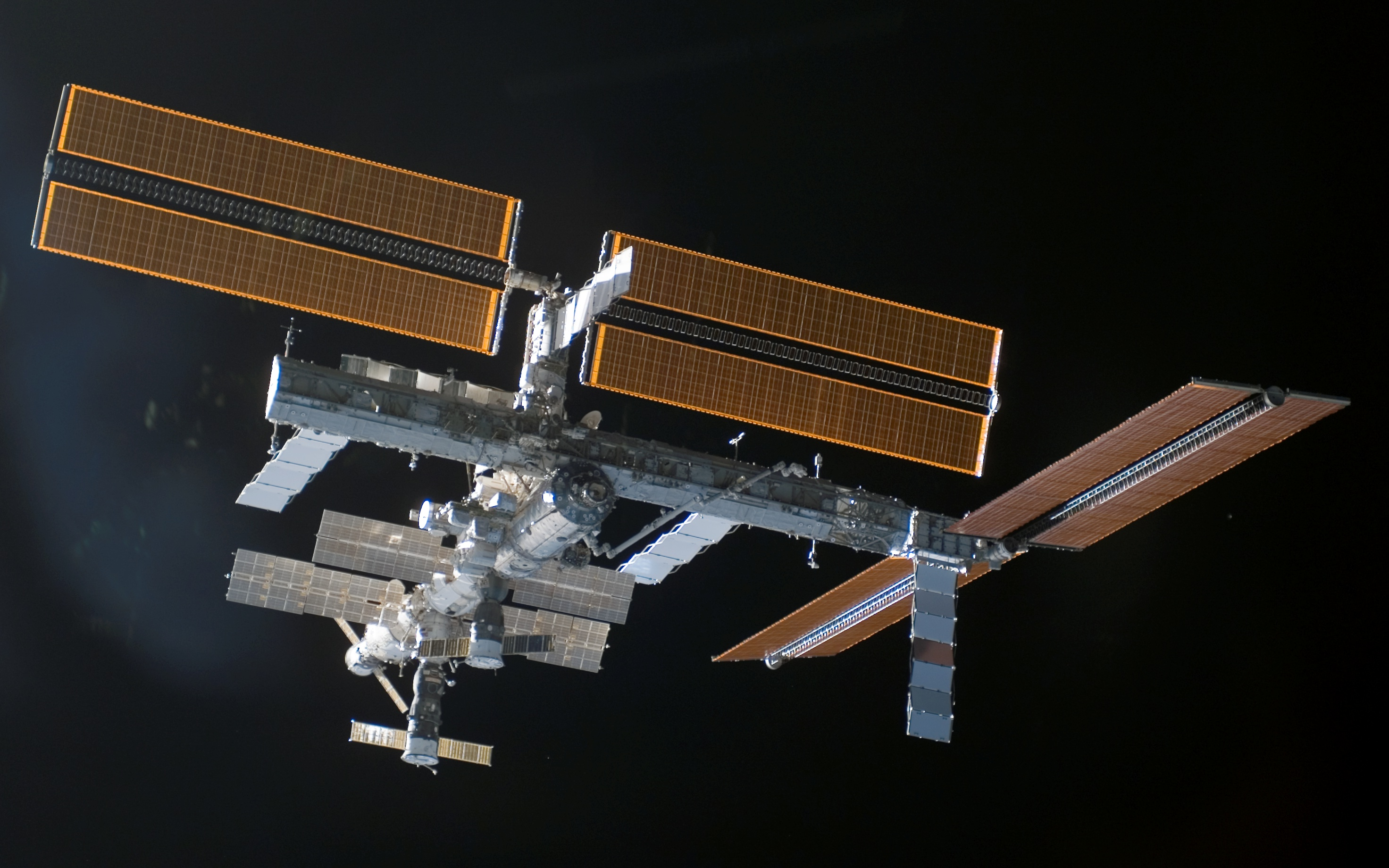
Pohled na ISS z odlétajícího Atlantisu, 17. září 2006.

V únoru 2002 byl jmenován letovým specialistou mise STS-115, jejíž start byl naplánován na jaro 2003. Po havárii Columbie byl let odložen. Do vesmíru se posádka mise STS-115 dostala v raketoplánu Atlantis až ve dnech 9. – 21. září 2006. Astronauté pokračovali ve výstavbě ISS – přivezli a připojili nosníky P3/P4 a sluneční panely na nich upevněné. Burbank v průběhu montáže vystoupil do otevřeného vesmíru na 7 hodin a 11 minut. Po splnění úkolů astronauté přistáli na mysu Canaveral. Let trval 11 dní, 19 hodin a 7 minut.
V lednu 2007 byl přeřazen mezi astronauty-manažery, pracoval v Akademii pobřežní ochrany. Od ledna 2009 se opět vrátil mezi aktivní astronauty. V červenci 2009 byl zařazen do posádky Expedice 29 se startem v září 2011. V říjnu 2009 NASA jeho zařazení do Expedice 29 potvrdila.
Po havárii Progressu M-12M byl start Expedice 29 v Sojuzu TMA-22 odložen. Ke svému třetímu vesmírnému letu odstartoval v lodi Sojuz TMA-22 z kosmodromu Bajkonur 14. listopadu 2011 ve 4:14 UTC ve funkci palubního inženýra lodi společně s Antonem Škaplerovem a Anatolijem Ivanišinem. Po dvoudenním letu se 16. listopadu Sojuz spojil s Mezinárodní vesmírnou stanicí. Po pěti měsících práce na ISS trojice 27. dubna 2012 přistála v Kazachstánu.

### Lety v kostce
- STS-106 Atlantis (raketoplán) (8. září 2000 – 20. září 2000), specialista
- STS-115 Atlantis (9. září 2006 – 21. září 2006), specialista
- Sojuz TMA-22 14. listopadu 2011 – 27. dubna 2012, palubní inženýr

Daniel Burbank je ženatý, má dvě děti.